# Elías Santana
Elías Santana (Barinas, 15 de noviembre de 1956-Caracas, 3 de agosto de 2025) fue un periodista y promotor vecinal venezolano. Trabajó en estaciones de radio como Radio Fe y Alegría y Radio Capital 710 AM y fue columnista del diario El Nacional, teniendo un enfoque de la organización ciudadana. Entre 1998 y 2002 el primer defensor del lector de El Nacional, y fue fundador del portal web Micondominio.com. Santana ha sido descrito como un pionero de la gestión comunitaria y del periodismo vecinal en Venezuela.

## Biografía
Santana se graduó como sociólogo en la Universidad Central de Venezuela. Durante su carrera participó en en proyectos de alfabetización y de desarrollo en los barrios. Comenzó su trayectoria como periodista en Radio Fe y Alegría a partir de 1983. En 1990 empezó a trabajar en Radio Capital 710 AM en Caracas, donde dirigió programas como «La Radio Comunitaria» y «Mi Condominio en la Radio», y dirigió la emisora en línea Radio Micondominio.com. En años 1980 fue coordinador principal de la agrupación Queremos Elegir, un movimiento que surgió a partir de una iniciativa juvenil de la organización municipal. Desde la misma década fue columnista del diario El Nacional, y entre 1998 y 2002 asumió la posición del primer defensor del lector del periódico. En 1986 promovió la Escuela de Vecinos de Venezuela.
Fundó la Escuela de Ciudadanos, una organización sin fines de lucro con el objetivo de formar a consejos comunales, juntas de condominio, cooperativas y otras organizaciones comunitarias o vecinales. También fue el fundador del portal web Micondominio.com, al igual que de la Federación de Asociaciones de Comunidades Urbanas (FACUR), que agrupaba a un movimiento vecinal opuesto a una ordenanza modificó ilegalmente 100 hectáreas del Área Metropolitana de Caracas. Santana sostuvo que a partir de 2000 empezó "el declive definitivo del movimiento vecinal" y estuvo en desacuerdo con el concepto del "Estado comunal", considerando que amenazaba la participación vecinal y expresando su preocupación de que erosionara a las organizaciones comunitarias autónomas.
En las elecciones municipales de Venezuela de 2017 se postuló como candidato a alcalde del municipio Sucre. Falleció en Caracas tras padecer de cáncer.